# Нгинги, Патрик
Патрик Нгинги Мавлютова (фр. Patrik Ngingi Malvyutova; род. 19 июня 2003, Таррагона, Испания) — испанский футболист конголезского происхождения, полузащитник клуба «Хебыр».

## Карьера
Играл на родине за молодёжную команду «Корнельи». В сентябре 2020 года перешёл в команду итальянской «Ромы» до 18 лет. Зимой 2022 года отправился в полугодичную аренду в молодёжку «Сассуоло». 
В июле 2022 года на правах свободного агента перешёл в болгарский «Хебыр». Дебютировал в Efbet Лиге 29 июля 2022 года в матче с «ЦСКА 1948».